# Ihor Kostenko
Ihor Ihorovych Kostenko (em ucraniano:  Ігор Ігорович Костенко; 31 de dezembro de 1991 – 20 de fevereiro de 2014) foi um jornalista, estudante, ativista e editor da Wikipédia morto durante o Euromaidan.

## Biografia

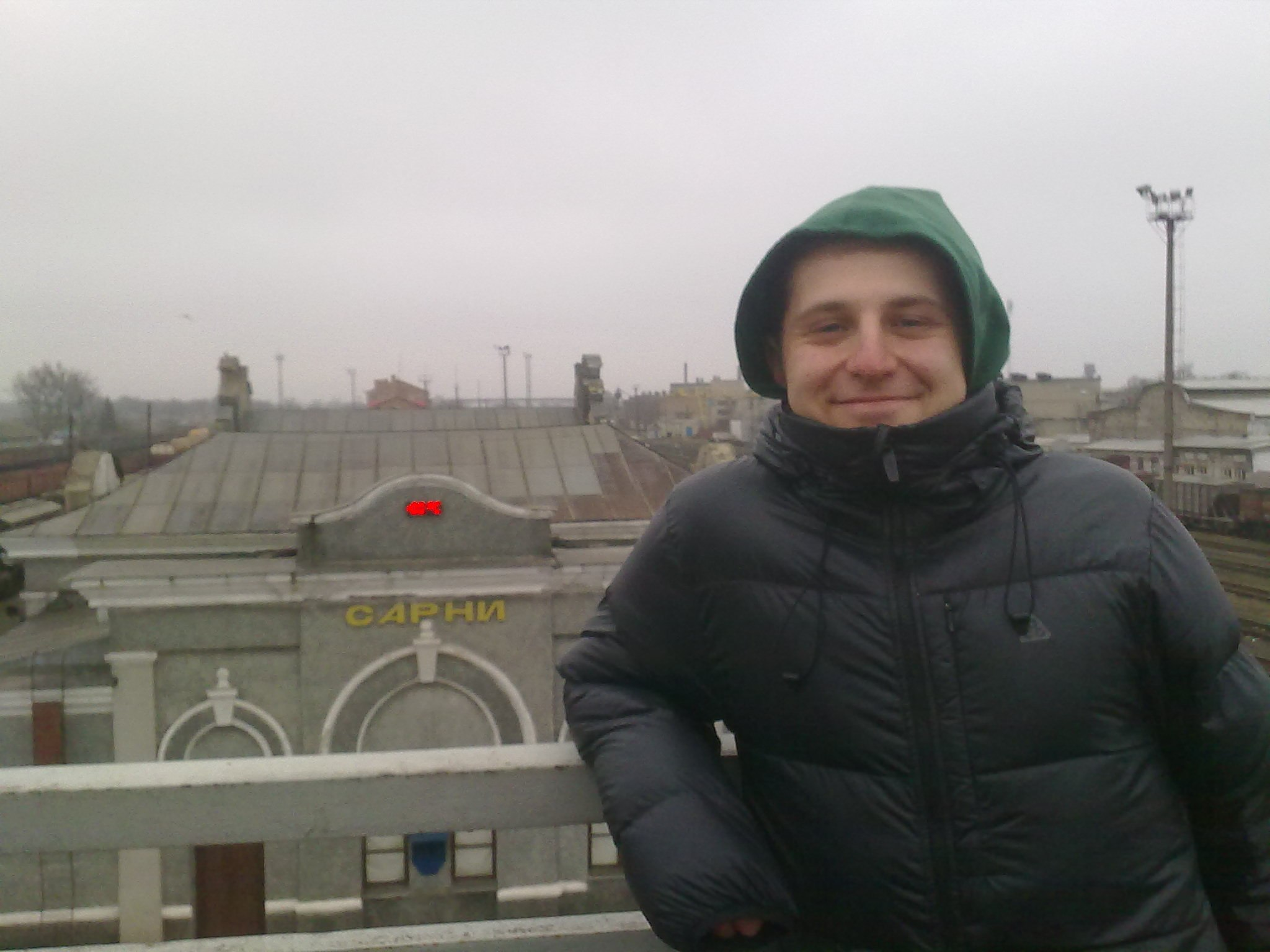
Kostenko em data desconhecida

Kostenko nasceu em Zubrets, no Oblast de Ternopil. Ele foi criado por seus avós, pois seus pais trabalhavam principalmente em São Petersburgo. Quando criança, ele frequentou São Josaphat Buchatskiy, uma escola paroquial católica ucraniana em Buchach. Ele tinha uma irmã, Inna.
Kostenko recebeu seu diploma de bacharel em 2013 e foi um estudante de pós-graduação do primeiro ano em geografia na Universidade de Lviv, na Ucrânia Ocidental. Sua tese foi o desenvolvimento da indústria do turismo em Buchach. HeEle também trabalhou como jornalista para a edição online do site de esportes Sportanalitika (Sport Analytics).
Ele também foi um colaborador regular da Wikipédia em ucraniano sob o apelido Ig2000, criando mais de 280 artigos sobre aviação, economia, futebol e outros assuntos. O artigo de Kostenko sobre o destruidor soviético Nezamozhnik foi reconhecido com a classificação de "artigo bom".

## Morte

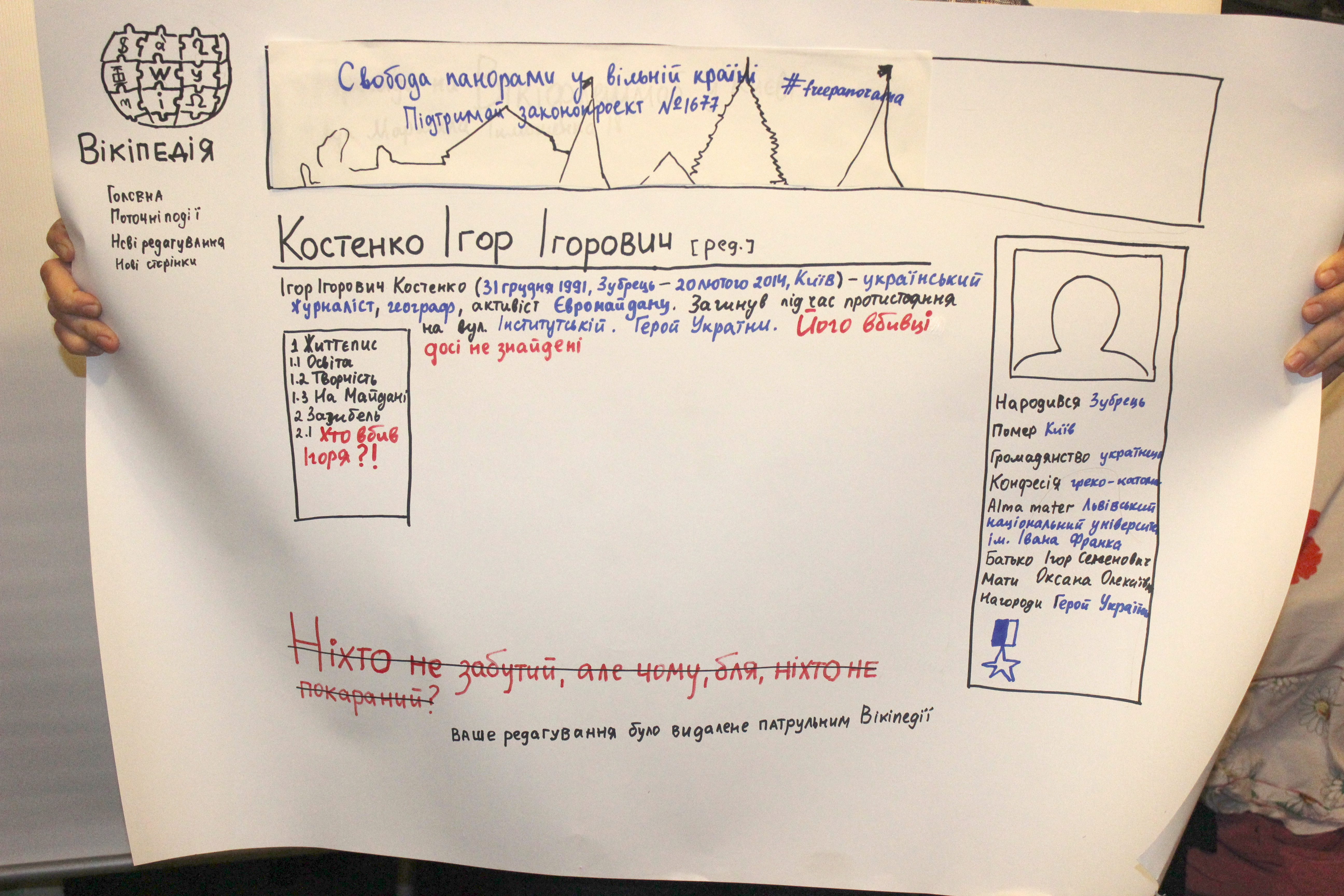
Esboço do artigo de Kostenko na Wikipédia em ucraniano, exibido em 20 de fevereiro de 2015, o aniversário de um ano da sua morte e do dia mais mortífero de Euromaidan. O texto em vermelho na parte inferior diz: "Ninguém foi esquecido, mas por que diabos ninguém foi punido?"

Kostenko foi a Kiev em 18 de fevereiro para participar das manifestações Euromaidan, o movimento pró-ocidental que eclodiu depois que o governo da Ucrânia se recusou a ratificar sua decisão anterior de aderir à União Europeia.  Ele se juntou a outros amigos de Lviv na construção de barricadas para proteger os manifestantes. O confronto entre manifestantes e policiais se agravou na madrugada de 19 de fevereiro, e franco-atiradores começaram a atirar nos manifestantes.
Em 20 de fevereiro de 2014, o corpo de Kostenko foi encontrado na rua, perto do Palácio de Outubro. Ele tinha ferimentos de bala na cabeça e no coração, e várias fraturas nas pernas.
No dia seguinte à sua morte, um amigo de Kostenko, Yuriy Muryn, lembrou-se de suas últimas conversas com Kostenko. "Ele acabou de me ligar ontem e eu não o ouvi tocar. Eu o chamei de volta hoje e ele não atendeu. Eu simplesmente não consigo entender", disse Muryn. "E durante os primeiros motins em Hrushevskoho, ele me enviou o número de telefone de sua namorada, dizendo: 'Diga-lhe que a amo, se algo acontecer'. Pensei que ele estava brincando, mas quando os tumultos eclodiram novamente, ele perguntou: 'Você se lembra do meu pedido?""
Em 22 de fevereiro, uma procissão de centenas de pessoas seguiu seu carro funerário levando Kostenko de Kiev a Lviv para seu funeral. Mais de quinhentos enlutados realizaram uma vigília à luz de velas em Ternopil. Kostenko e outras seis vítimas do Euromaidan foram lamentadas em 23 de fevereiro na Natividade da Virgem Maria em Lviv.

## Legado
Em 21 de novembro de 2014, juntamente com os outros ativistas mortos durante o Euromaidan, Kostenko recebeu postumamente o título de "Herói da Ucrânia", o maior prêmio nacional que um cidadão ucraniano pode ganhar.
Kostenko também foi nomeado o Wikimedista do Ano em 2014. O fundador da Wikipedia Jimmy Wales anunciou o prêmio durante a Wikimania em agosto daquele ano em Londres.  Wales entregou o prêmio à irmã de Kostenko, Inna, no mês seguinte, em Kiev.
A revista do Ministério da Educação e Ciência da Ucrânia nomeou Kostenko postumamente como "Estudante do Ano". O auditório da Universidade de Lviv foi renomeado para "Auditório Memorial Ihor Kostenko" em sua homenagem.

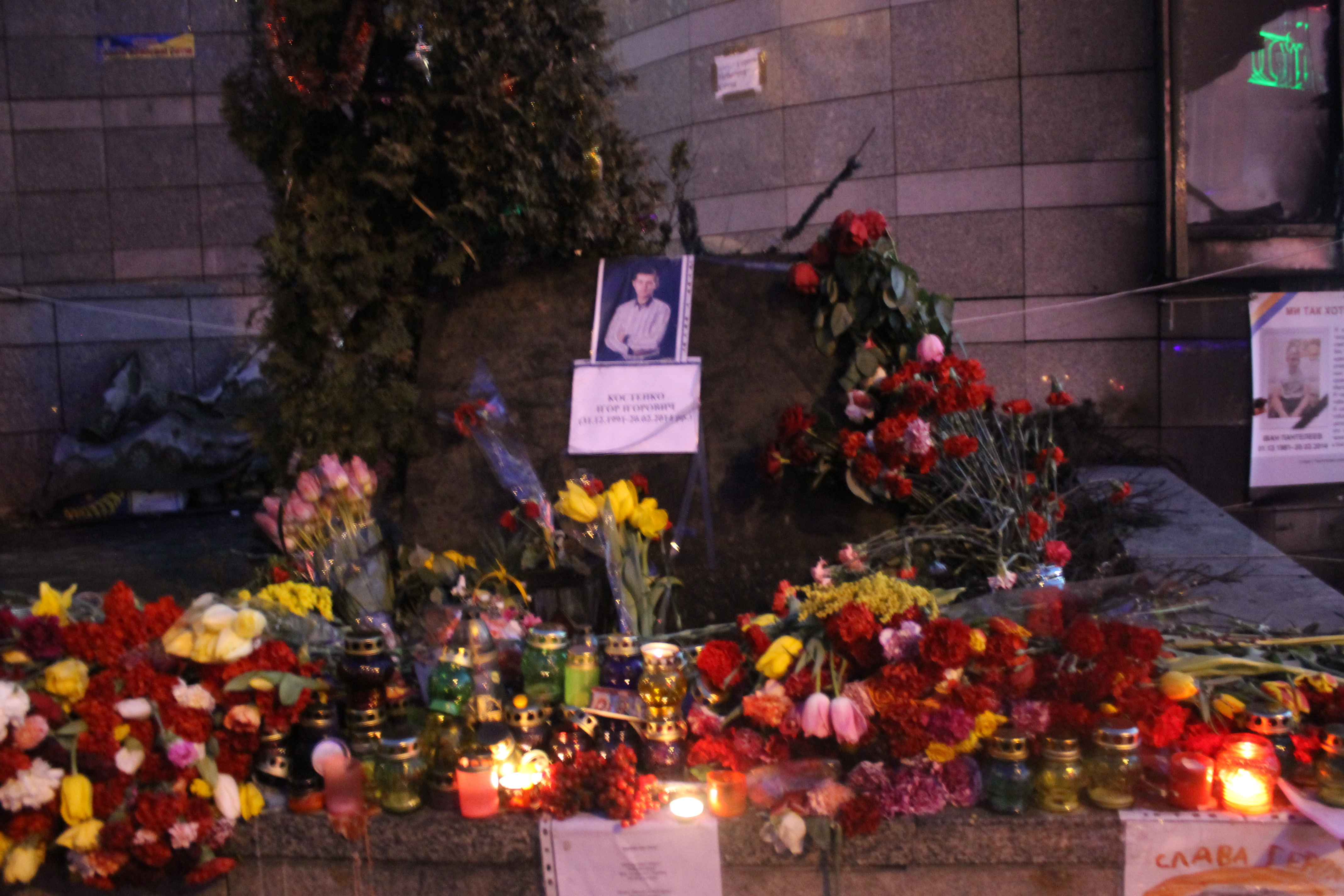
Flores, fotos e velas deixadas na rua Instytutska, onde ele foi encontrado
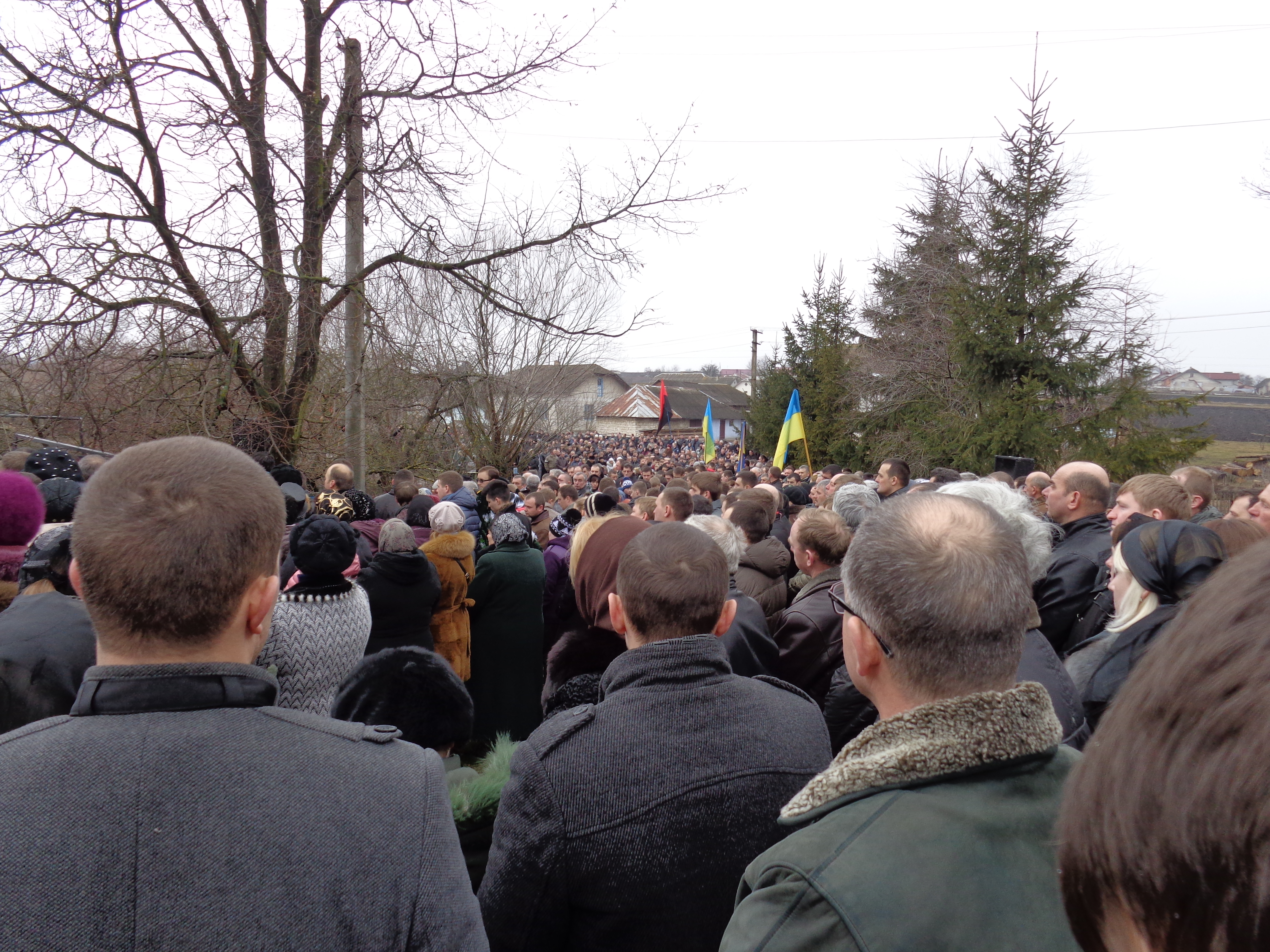
Cortejo fúnebre para Ihor Kostenko em Lviv
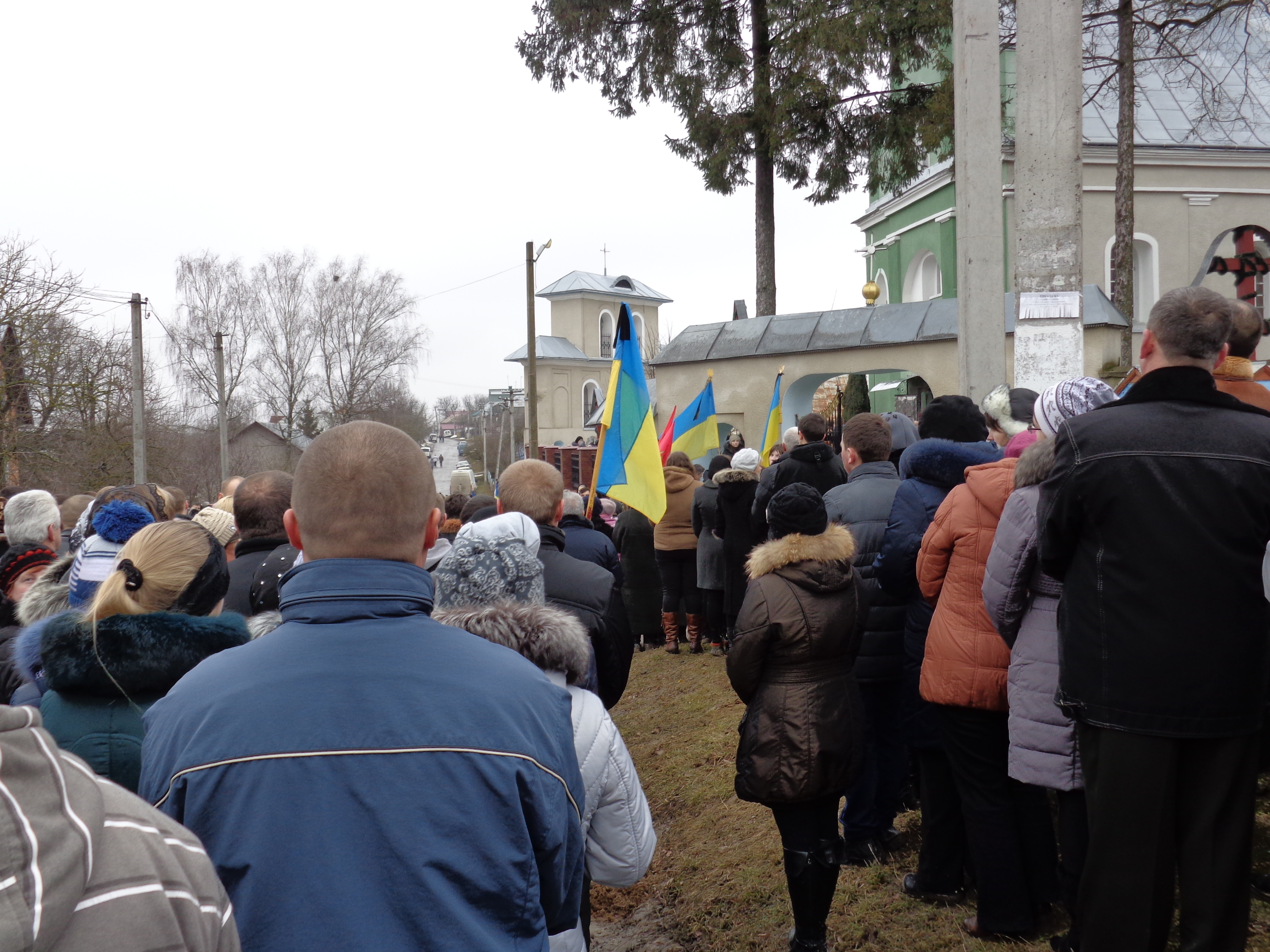
Multidão na igreja para seu funeral
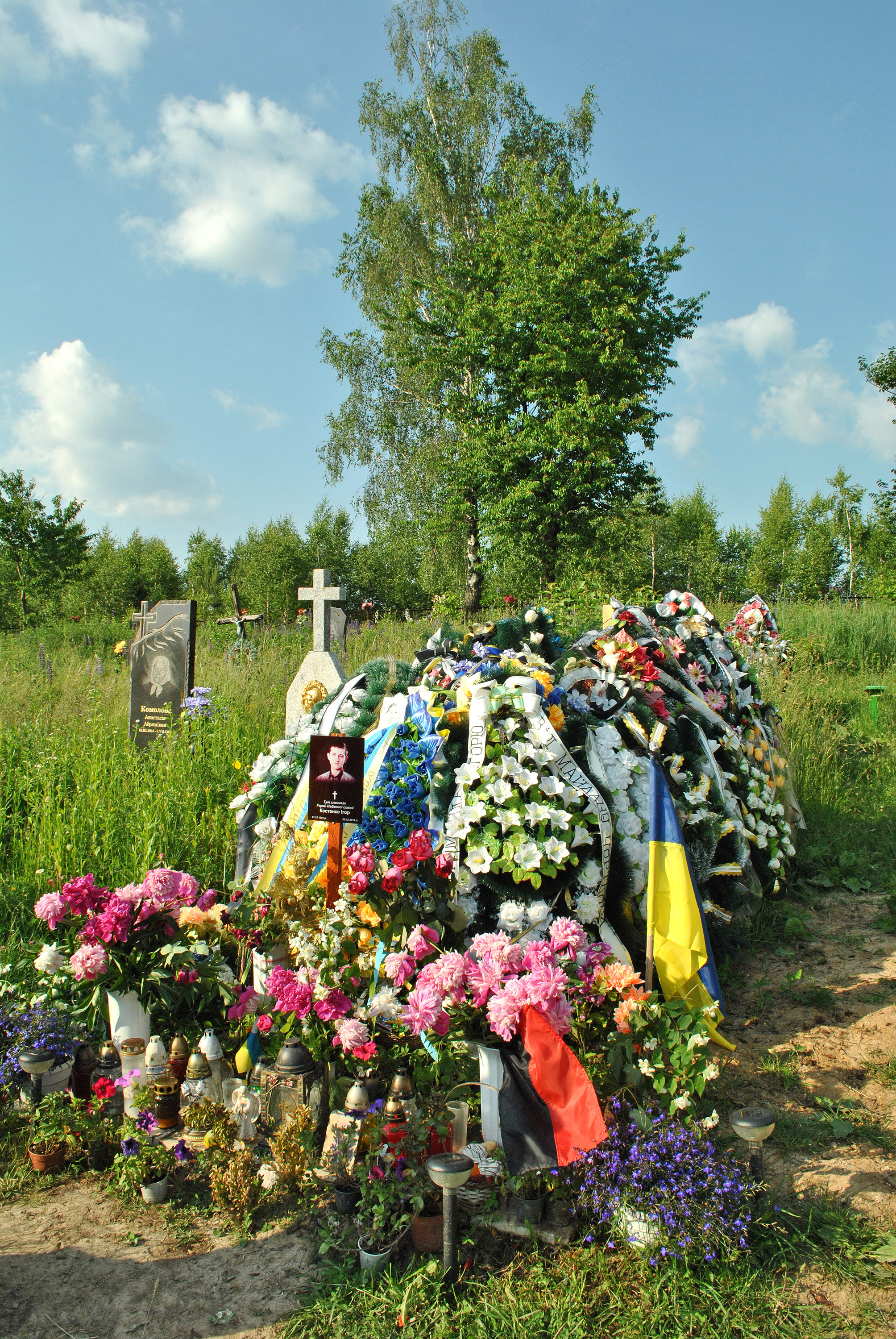
Túmulo de Ihor Kostenko no cemitério
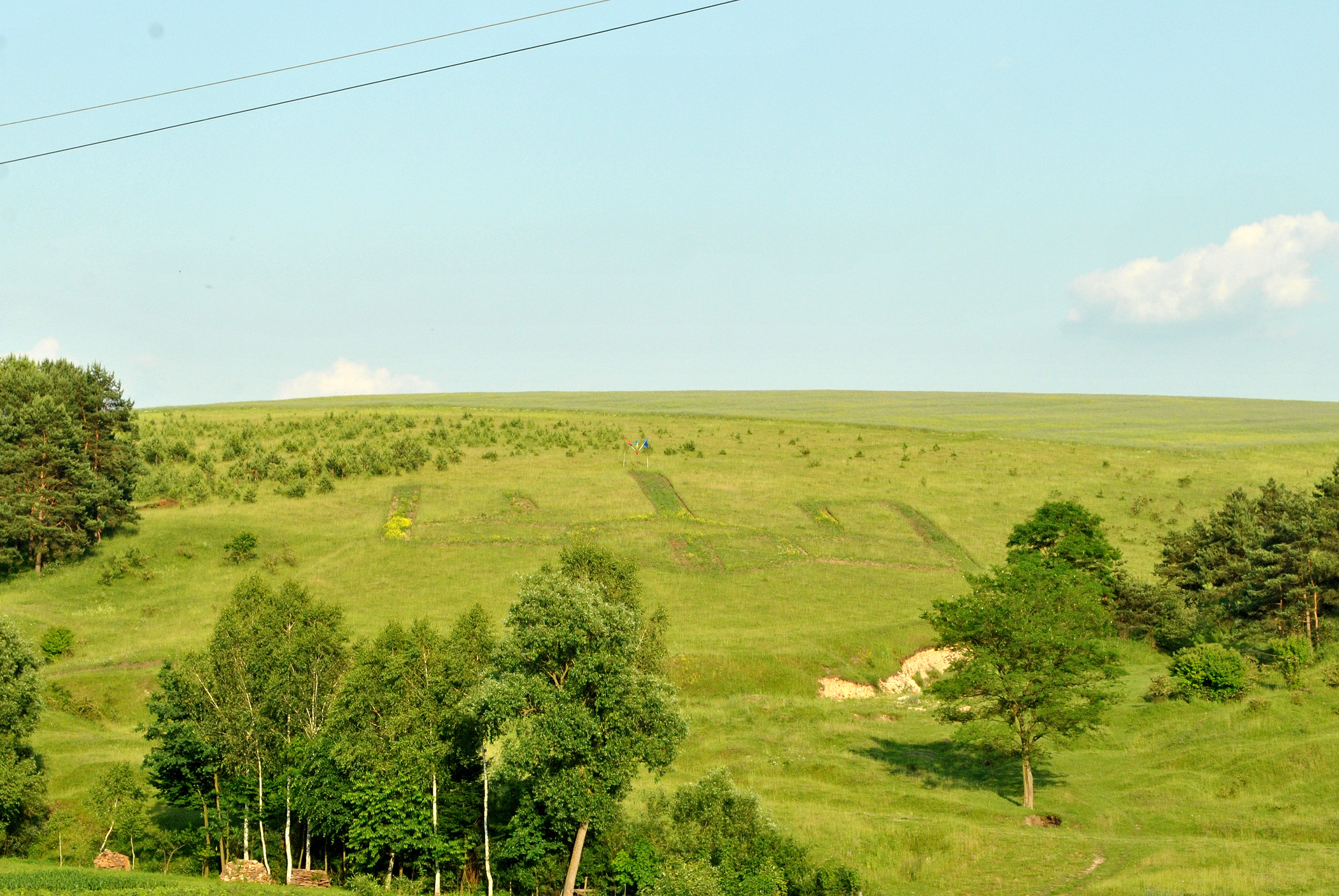
Tridente ucraniano plantado em homenagem a Kostenko e Vasyl Moisei em Ternopil
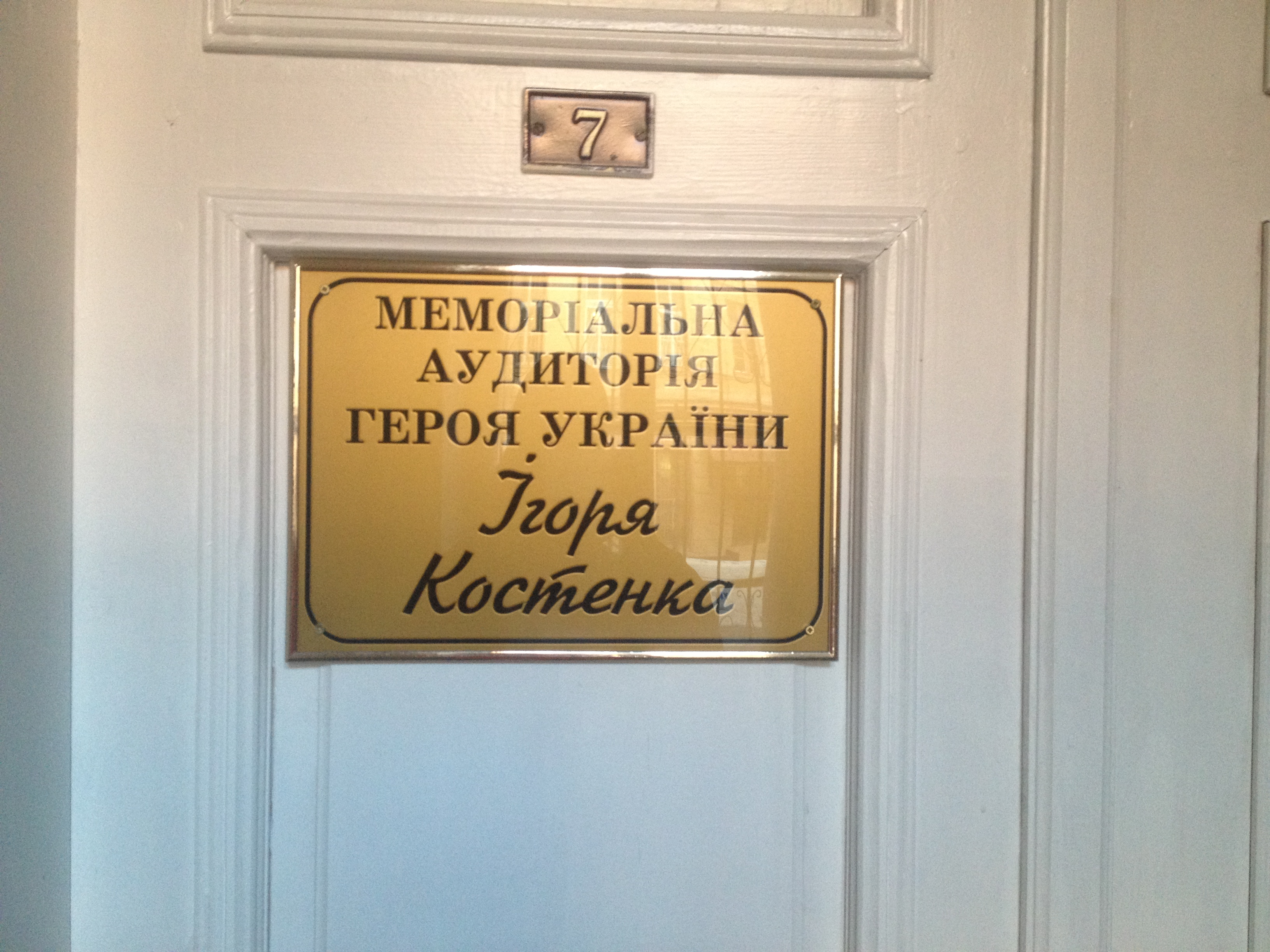
Placa comemorativa Kostenko na Universidade de Lviv
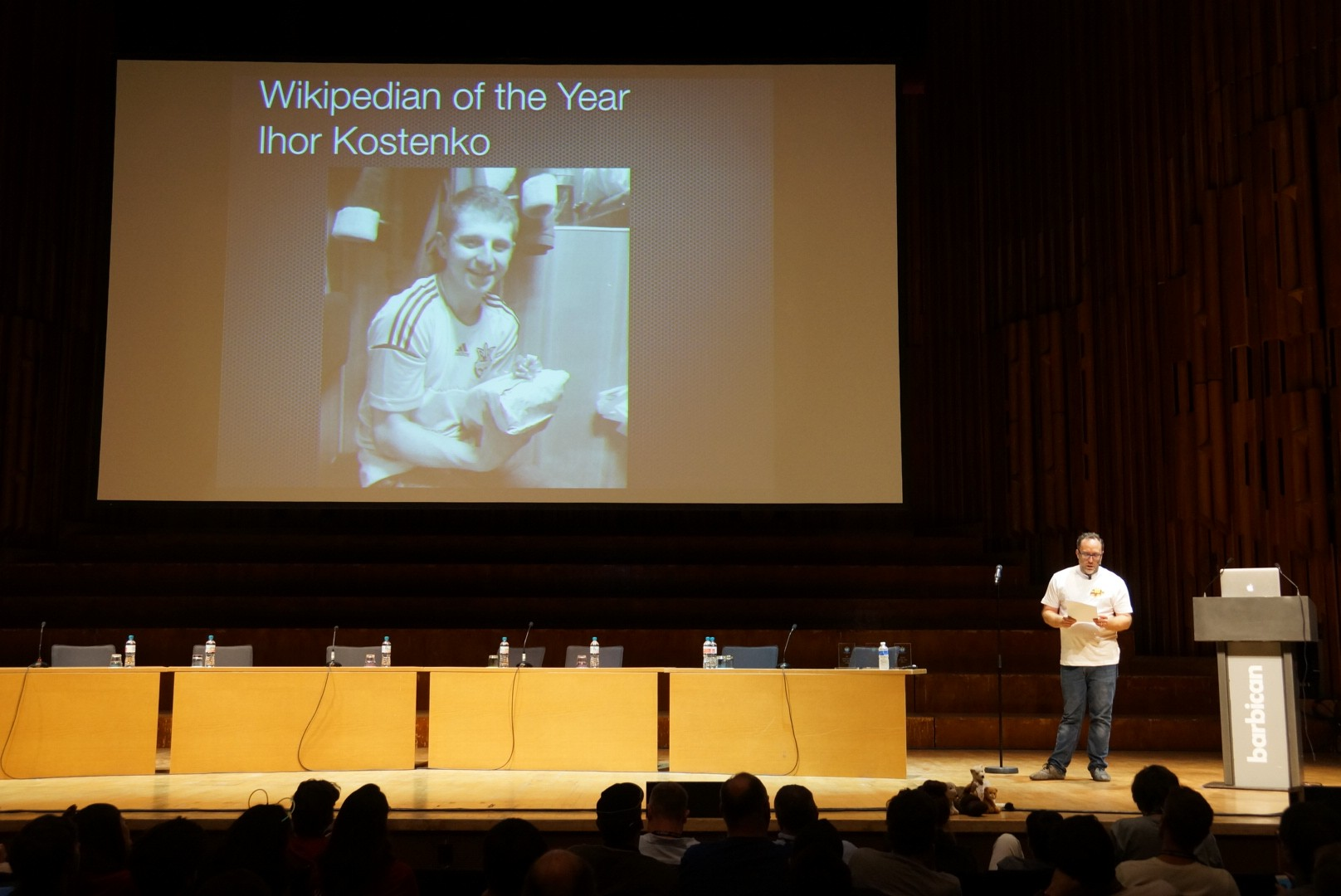
Jimmy Wales anuncia Kostenko como Wikimedista do Ano na Wikimania
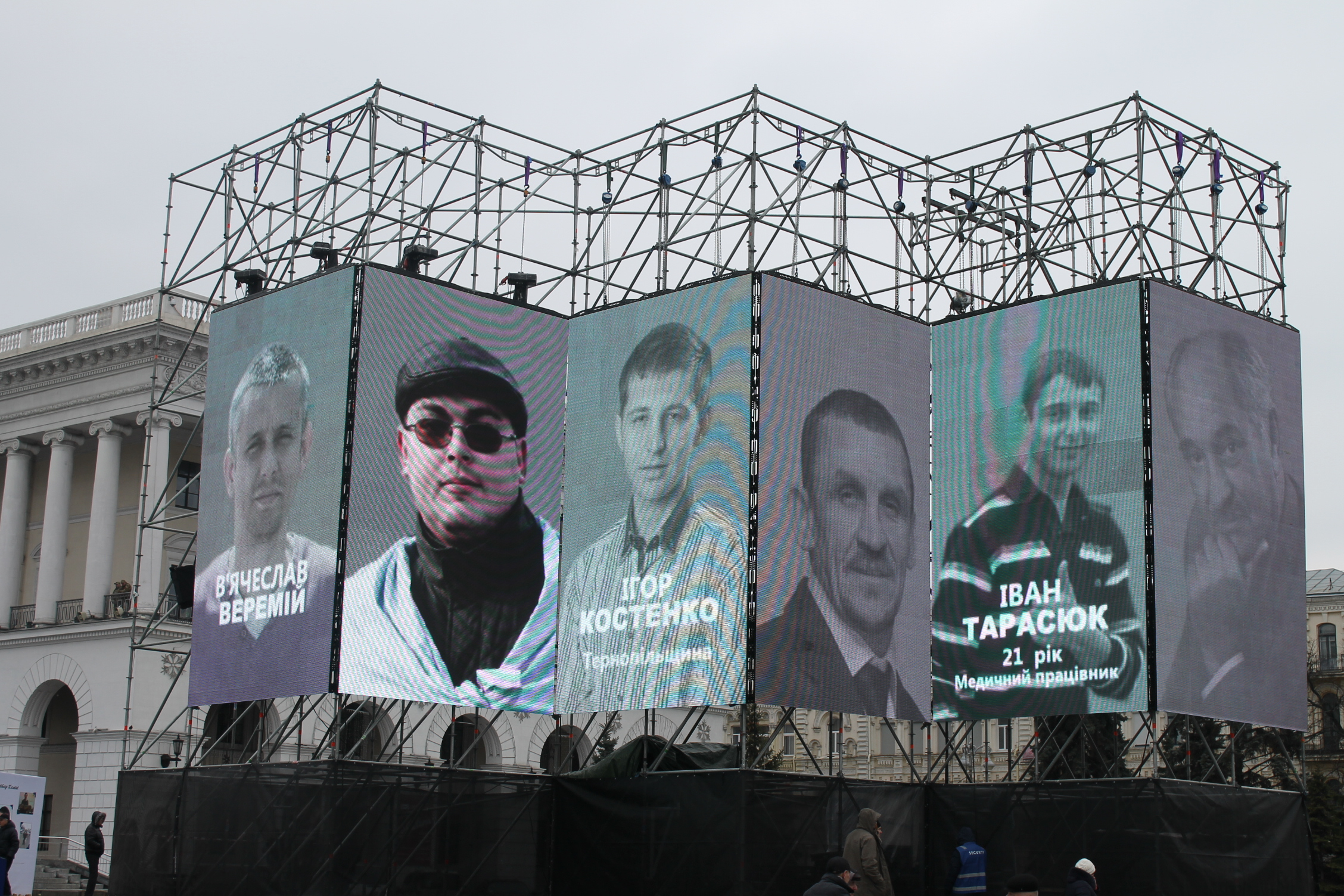
Imagem de Kostenko (terceiro da esquerda para a direita) em exibição num letreiro da Praça da Independência de Kiev em 2016